# Al-Kaf
Al-Kaf (arab. الكاف; fr. Le Kef) – miasto w północno-zachodniej Tunezji, stolica gubernatorstwa Al-Kaf. W 2014 roku liczyło około 55 tysięcy mieszkańców.

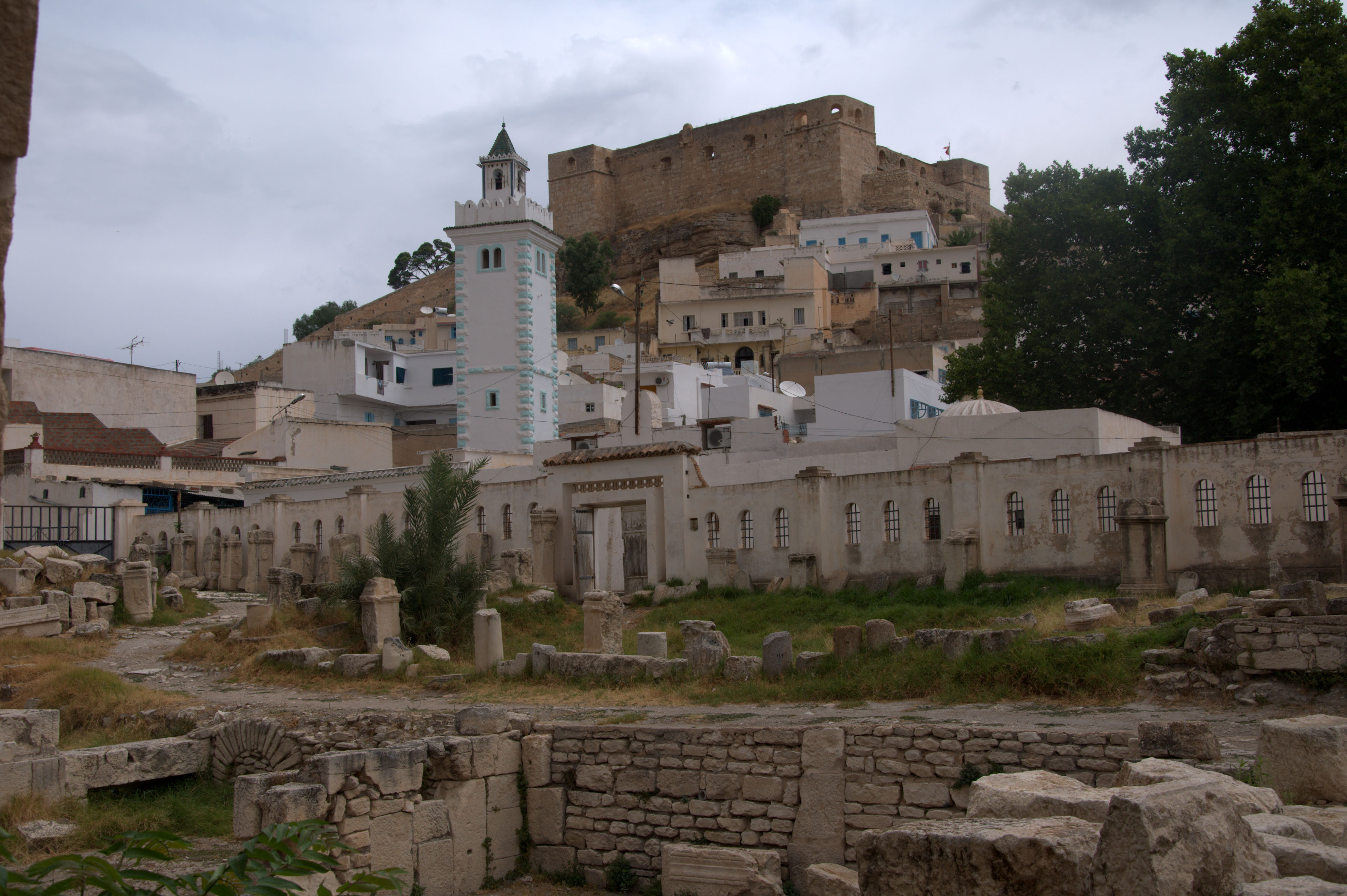
Ruiny rzymskie
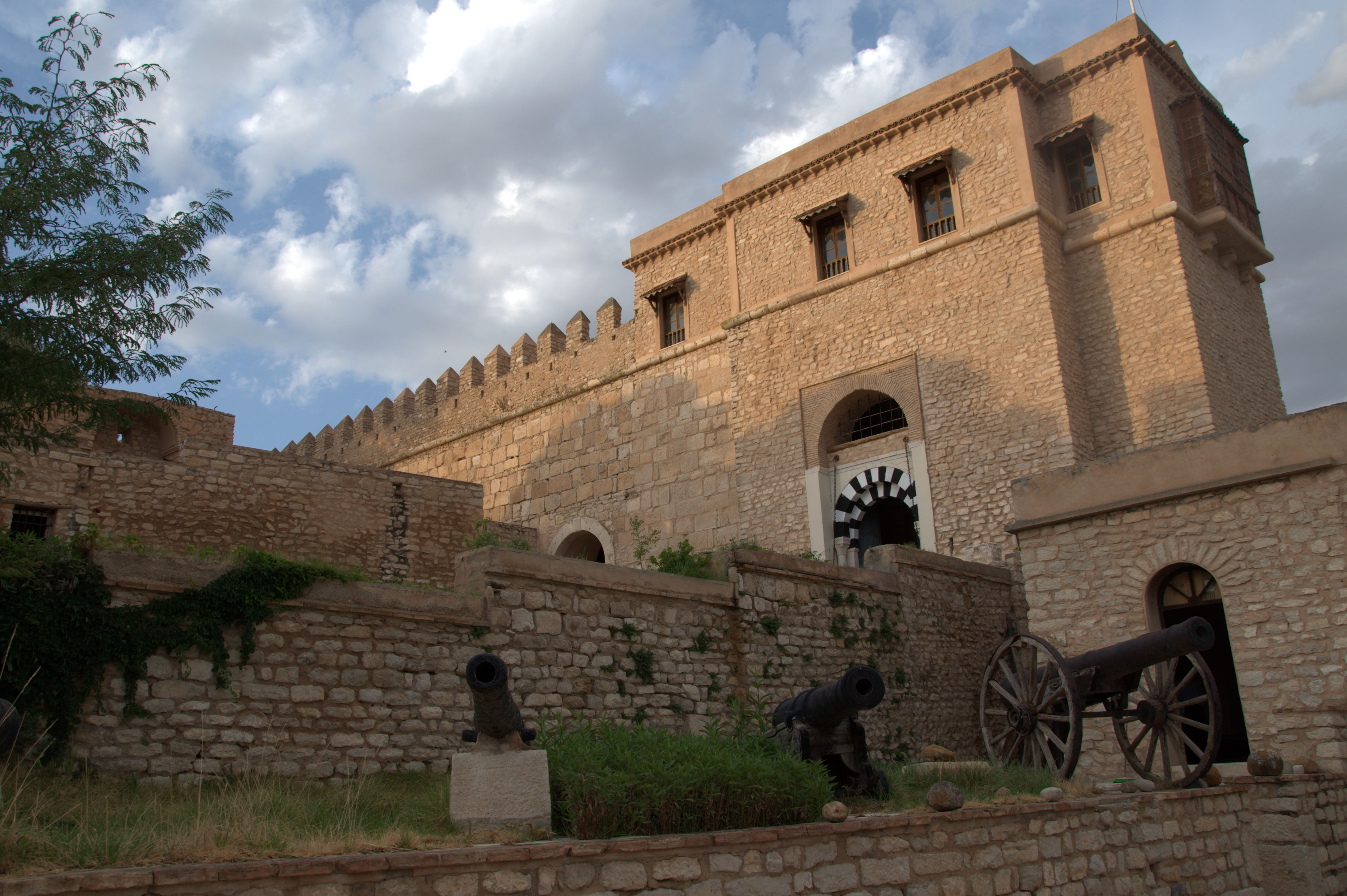
Umocnienia

| Rok  | Populacja |
| ---- | --------- |
| 1867 | 3000      |
| 1881 | 3500      |
| 1911 | 5112      |
| 1923 | 7000      |
| 1936 | 8855      |
| 1946 | 11 246    |
| 1956 | 14 743    |
| 1966 | 23 000    |
| 1975 | 27 939    |
| 1984 | 34 519    |
| 1994 | 42 449    |
| 2004 | 45 191    |
| 2014 | 54 690    |

- Ruiny rzymskie
- Umocnienia

## Literatura
- Tahar Ayachi, El Kef, éd. Office national du tourisme tunisien, Tunis, 2007
- Abdelhamid Larguèche [sous la dir. de], Revoir El Kef, éd. MC-Editions, Carthage, 2005 (ISBN 9973-807-50-2)
- Camille Mifort, Vivre au Kef. Quand la Tunisie était française, éd. MC-Editions, Carthage, 2008
- Cornelia Smet, Si ma grand-mère était Keffoise, éd. MC-Editions, Carthage, 2005 (ISBN 9973-807-55-3)

## Miasta partnerskie
- Bourg-en-Bresse